# 查维拉·瓦尔加斯
伊莎贝尔·瓦尔加斯·利萨诺（西班牙語：Isabel Vargas Lizano，1919年4月17日—2012年8月5日），又名查维拉·瓦尔加斯（Chavela Vargas）是一位墨西哥歌手。绰号为“红斗篷女郎”，她擅长演绎墨西哥的音乐类型ranchera，也对其他类型的拉美流行音乐有很大贡献。导演佩德罗·阿尔莫多瓦尔称赞她用粗犷的声音演绎柔情。

## 早期生活
伊莎贝尔·瓦尔加斯·利萨诺出生于哥斯达黎加的一个农民家庭，后来她把名字改为查维拉，这是她的一只宠物的名字。14岁时，由于缺乏音乐生涯的机会，她离开了自己的祖国到墨西哥寻求庇护，在那里娱乐业蓬勃发展。多年来，她一直在街道上卖唱。30多岁时，她终于成为一名专业歌手。年轻时瓦尔加斯经常男装打扮，抽雪茄，喝酒，带枪。她喜欢穿着红斗篷演唱。瓦尔加斯十几岁开始在街上唱歌，直到20世纪30年代才开始职业生涯。
她的第一张专辑（波希米亚之夜），发行于1961年，是在知名的墨西哥音乐人何塞·阿尔弗雷多·希门尼斯（José Alfredo Jiménez）支持下推出的。瓦尔加斯自那时起录制了超过八十张专辑。她获得了巨大成功，在20世纪50年代，60年代和70年代上半年，她在墨西哥，美国，法国和西班牙各地巡回演出，并与许多艺术家和知识分子接触，其中包括胡安·魯爾福，阿古斯丁·拉腊（Agustín Lara），芙烈達·卡蘿，迭戈·里韋拉，多洛雷斯·奥尔梅多（Dolores Olmedo）和何塞·阿尔弗雷多·希门尼斯。她很早就饮酒过量，与酗酒问题15年的斗争逐渐迫使她在20世纪70年代末进入半退休状态。她在自传中描述那段时期为“我那15年在地狱里”。
2000年，81岁的瓦尔加斯获得西班牙最高艺术荣誉奖，同年在电视访问上公开承认自己是女同性恋。

## 重返舞台

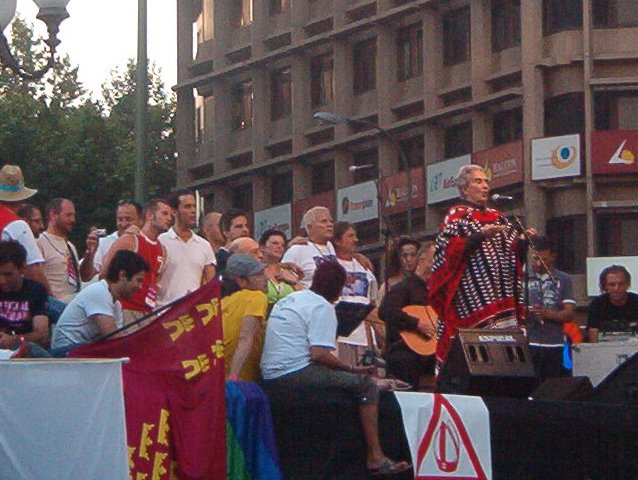
2006年查维拉·瓦尔加斯在西班牙马德里的西班牙广场开演唱会

瓦尔加斯在1991年重返舞台。2000年在墨西哥城的索卡洛（Zócalo）大广场为近两万观众表演，2003年她83岁时首次在纽约卡内基大厅登场。

## 关于电影
她出现在许多部阿尔莫多瓦尔的电影中，包括《窗边上的玫瑰》（La Flor de mi Secreto）的歌曲演唱和表演。她表示，她没有演戏的野心。瓦尔加斯在电影中最近出现是在2002年由茱莉·泰默（Julie Taymor）执导的电影《弗里达》（Frida）中，演唱了歌曲""（哭泣的女人）。她的经典之作""（黑鸽子）也包括在电影配乐中。瓦尔加斯曾被怀疑在年轻时是墨西哥著名女画家芙烈達·卡蘿的情人，而那时芙烈達仍与迭戈·里韋拉保持着婚姻关系。她还为阿利安卓·崗札雷·伊納利圖的电影《火線交錯》（Babel）演唱歌曲""（You Got Me Used To）。

## 去世
2012年8月5日瓦尔加斯死于墨西哥莫雷洛斯州庫埃納瓦卡的医院内，死因是心脏和呼吸系统问题。

## 唱片
- , 1991
- , 1991
- , 1995
- , 1995
- , 1995
- , 1996
- , 1996
- , 1996
- , 1996
- , 1999
- , 2000
- , 2000
- , 2000
- , 2002
- , 2002
- , 2002
- , 2004
- , 2004
- , 2004
- , 2004
- , 2006
- , 2007
- , 2009
- , 2010
- , 2010